# Calhoun (Missouri)
Calhoun – miasto w Stanach Zjednoczonych, w stanie Missouri, w hrabstwie Henry.